# Jaroslav Franěk
Jaroslav Franěk (známý též jako Rozvědčík, 8. října 1897 Nezabudice – 1. července 1943 Věznice Plötzensee) byl československý legionář a odbojář z období druhé světové války popravený nacisty.

## Život

### Mládí a první světová válka

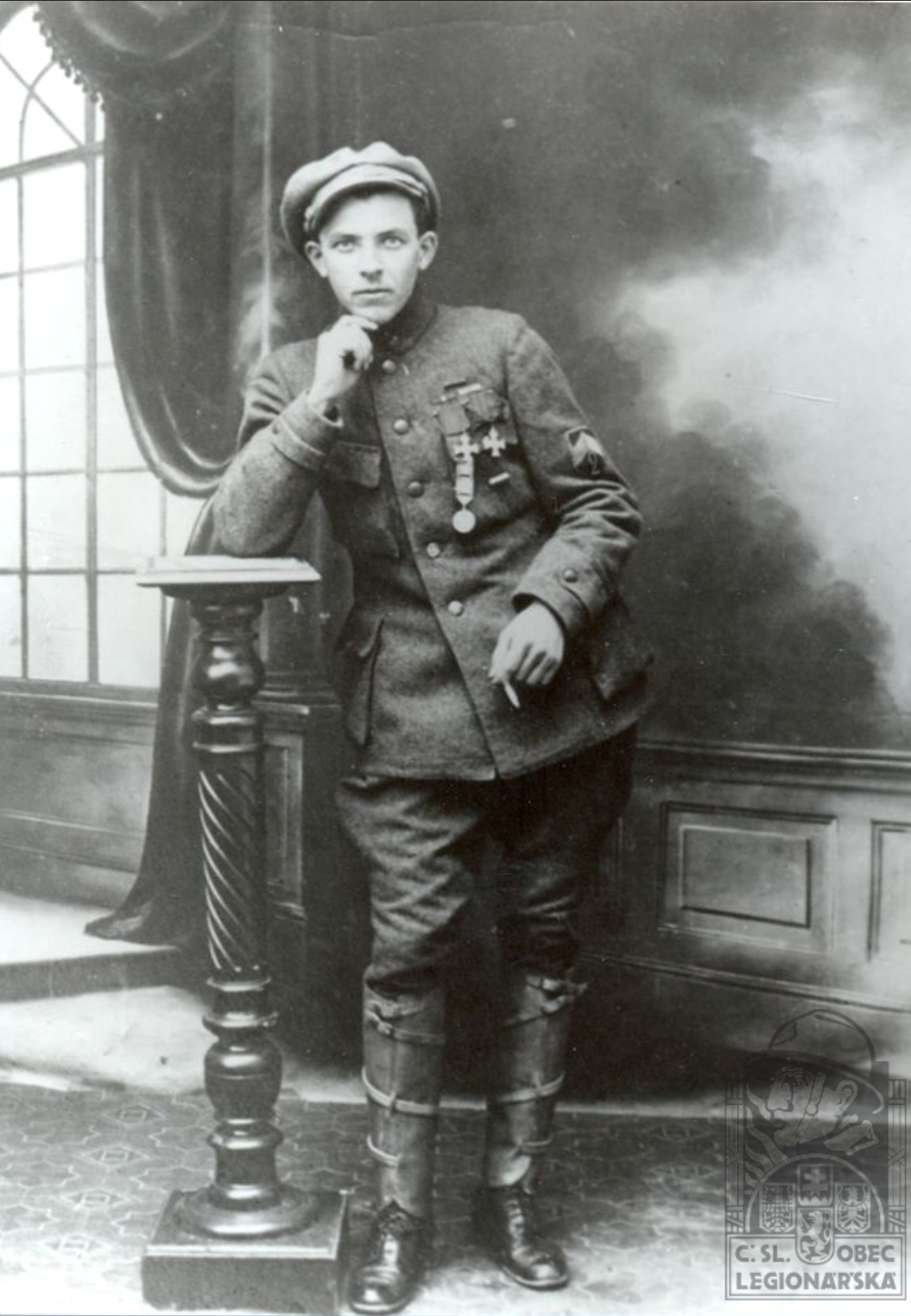
Jaroslav Franěk v legionářském stejnokroji a se svatojiřskými řády

Jaroslav Franěk se narodil 8. října 1897 v Nezabudicích v okrese Rakovník do rodiny hutníka Josefa Fraňka a jeho manželky Julie, rozené Zýkové jako nejmladší z jejich sedmi dětí. Vychodil měšťanskou školu v Křivoklátu a vyučil se strojním zámečníkem. Po vypuknutí první světové války byl v roce 1915 povolán do c. a k. armády bojovat na ruskou frontu.
Na jaře 1916 přeběhl do zajetí (zajat byl 23. dubna 1916 v Burganovu). Okamžitě podal v Darnici přihlášku do Československých legií, kam byl 5. května 1916 přijat a zařazen k 1. střeleckému pluku. Sloužil jako rozvědčík. Bojoval v bitvě u Zborova, kde byl raněn, zasypán zeminou, ale opět vyproštěn. O jeho hrdinství se ve svém díle zmiňuje generál Rudolf Medek. Po prodělaném šoku trpěl epilepsií a do roku 1919 se léčil ve francouzské nemocnici v Saigonu.
Do vlasti se vrátil 15. října 1919.

### Mezi světovými válkami

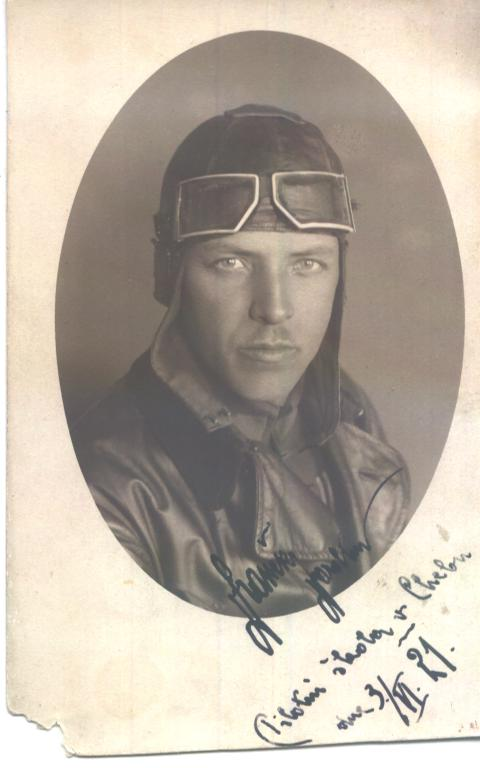
J. Franěk v době služby na chebském letišti v roce 1921

Po návratu do Československa absolvoval poddůstojnickou školu a kurz leteckých mechaniků. Do roku 1923 sloužil na letišti v Chebu.
V roce 1925 byl v hodnosti rotmistra z armády propuštěn. Dne 8. listopadu 1924 se v Praze oženil s Matyldou Rozmarýnovou, ale manželství bylo v květnu 1934 rozvedeno.
Po návratu do Nezabudic pracoval jako pojišťovací agent. V roce 1935 vybudoval v blízkosti rodných Nezabudic u řeky Berounky Hostinec U Rozvědčíka, kterému předcházela dřevěná bouda, a který se stal velmi oblíbeným a populárním. Mezi jeho hosty patřila i rodina Oty Pavla.
Dne 27. června 1936 se podruhé oženil, s Antonií Hornofovou (1904–1981, civilní sňatek). Manželství zůstalo bezdětné. Manželka Antonie Fraňková vedla hostinec po zatčení svého muže, za okupace pomáhala partyzánům, žila zde i po svém odchodu do důchodu.

### Druhá světová válka
Po německé okupaci v březnu 1939 aktivně vstoupil do protinacistického odboje v rámci Obrany národa. Vytvořil odbojovou skupinu "Za svobodu", sháněl zbraně, které dopravoval v pivních sudech. Byl dvakrát zatčen a dvakrát propuštěn, poprvé českými četníky, podruhé gestapem, kdy mu k propuštění pomohl prodělaný epileptický záchvat. Vězněn byl na Křivoklátě a na Pankráci.
Spolupracoval také s odbojářem Josefem Mašínem, svým spolubojovníkem z legií, a s odbojovou skupinou Tři Králové. Hostinec U Rozvědčíka jim sloužil jako skrýš pro sklad zbraní a mimo jiné v ní schovali protiletadlový kulomet, pušky, revolvery i spoustu nábojů.

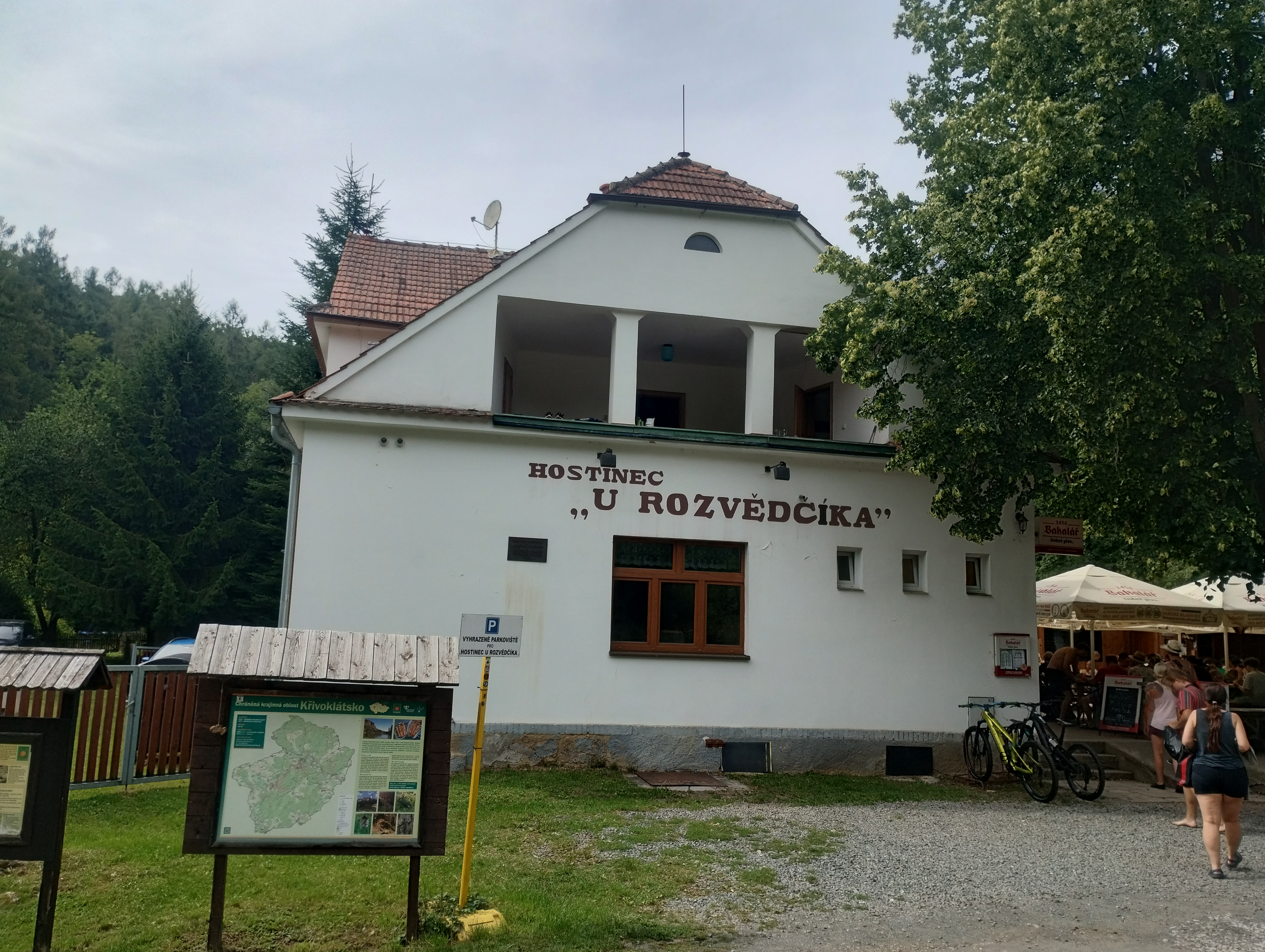
Hostinec U Rozvědčíka (2025)

Potřetí a naposledy byl zatčen v lednu 1941. Vězněn byl ve věznici Gollnow v Pomořanech (dnes Goleniów v Polsku), poté v berlínské věznici Plötzensee. Dne 16. prosince 1942 byl odsouzen k trestu smrti a 1. července 1943 v Plötzensee popraven gilotinou.
Pár hodin před popravou napsal Jaroslav Franěk poslední dopis na rozloučenou své ženě. Je vystavený v pamětní síni v Nezabudicích. Manželce také věnoval vyšívaný kapesník s vypodobněním jeho restaurace a hvězdičkami se speciálním vzkazem pro Josefa Mašína a lidi kolem něj, aby hledali "hračky" (poschovávané zbraně). Žádné úkryty se však podle této "mapy" nalézt nepodařilo.

## Posmrtná ocenění
- Jaroslav Franěk byl 15. prosince 1945 in memoriam vyznamenán Československým válečným křížem 1939.
- V roce 1997 byla Jaroslavu Fraňkovi odhalena na hostinci U Rozvědčíka pamětní deska.[12]
- V roce 1998 byla Jaroslavu Fraňkovi v obci Nezabudice zřízena pamětní síň.[13]
- Jméno Jaroslava Fraňka je uvedeno na pomníku obětem světových válek v Nezabudicích.[14]
- V roce 2024 mu byla na památku (a dle jeho přání v dopise na rozloučenou) vystavěna kaplička v blízkosti hostince U Rozvědčíka.[15][11][16]

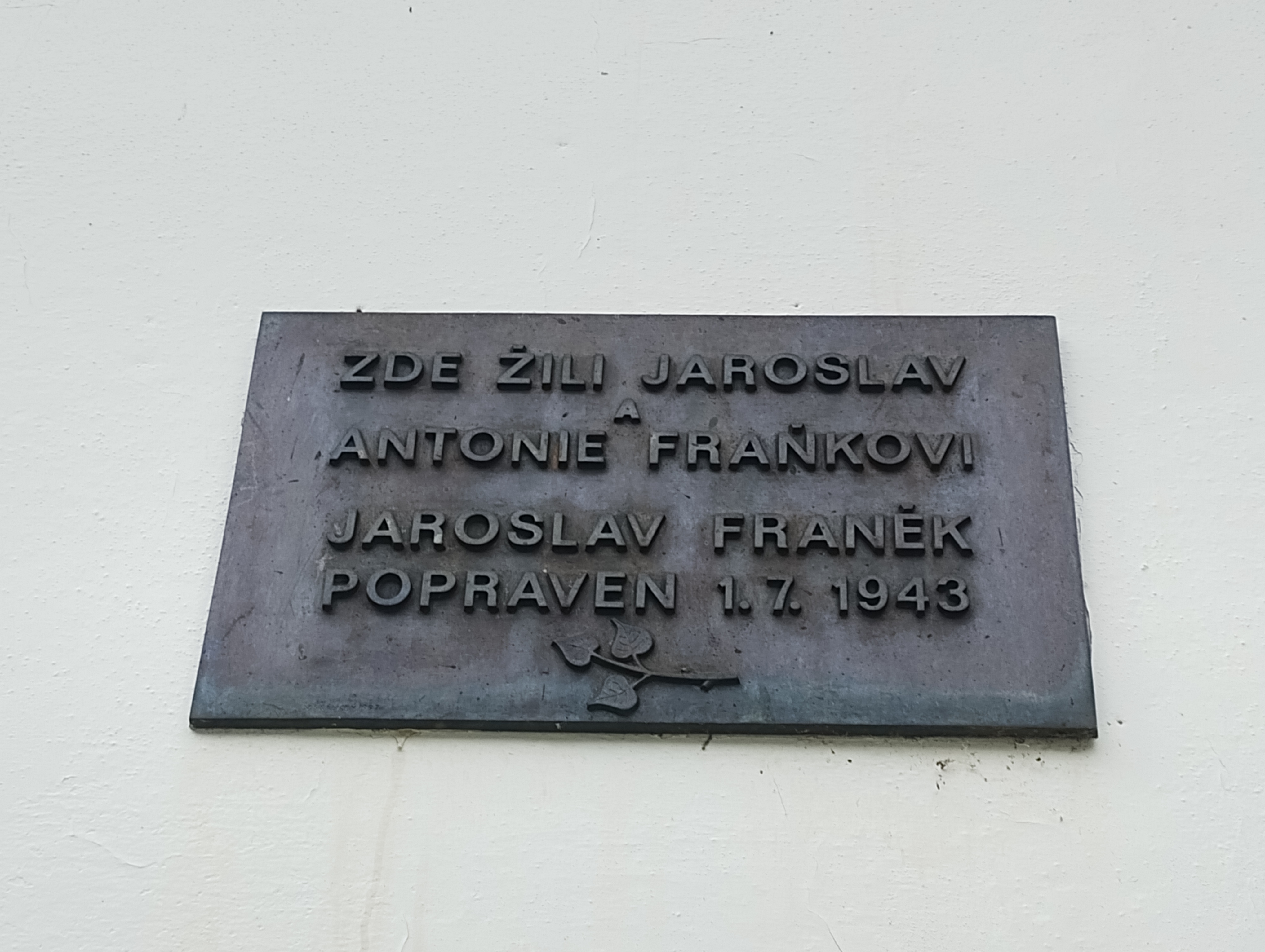
Pamětní deska Jaroslava Fraňka na hostinci U Rozvědčíka v Nezabudicích
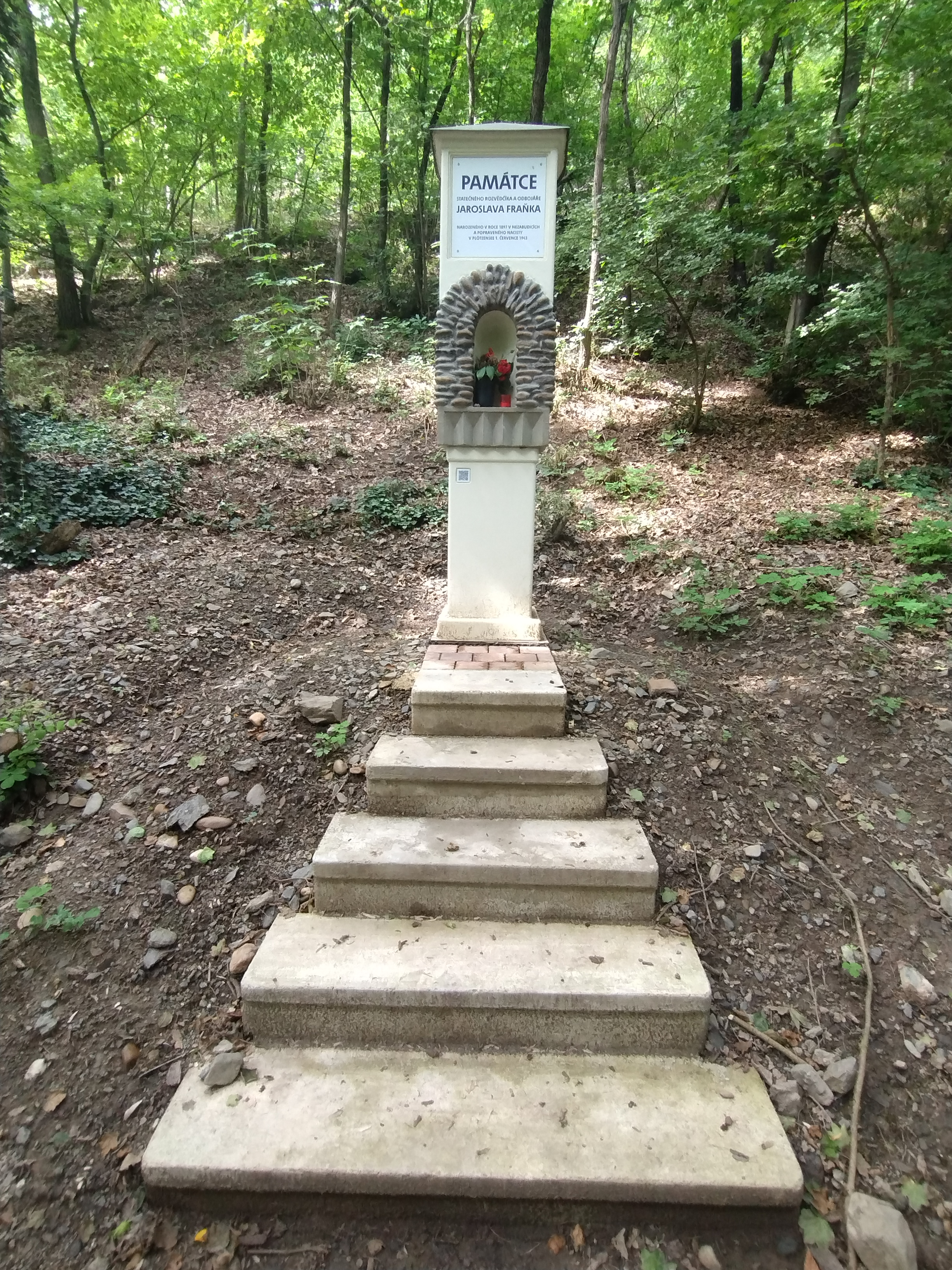
Kaplička Jaroslava Fraňka v blízkosti hostince U Rozvědčíka v Nezabudicích
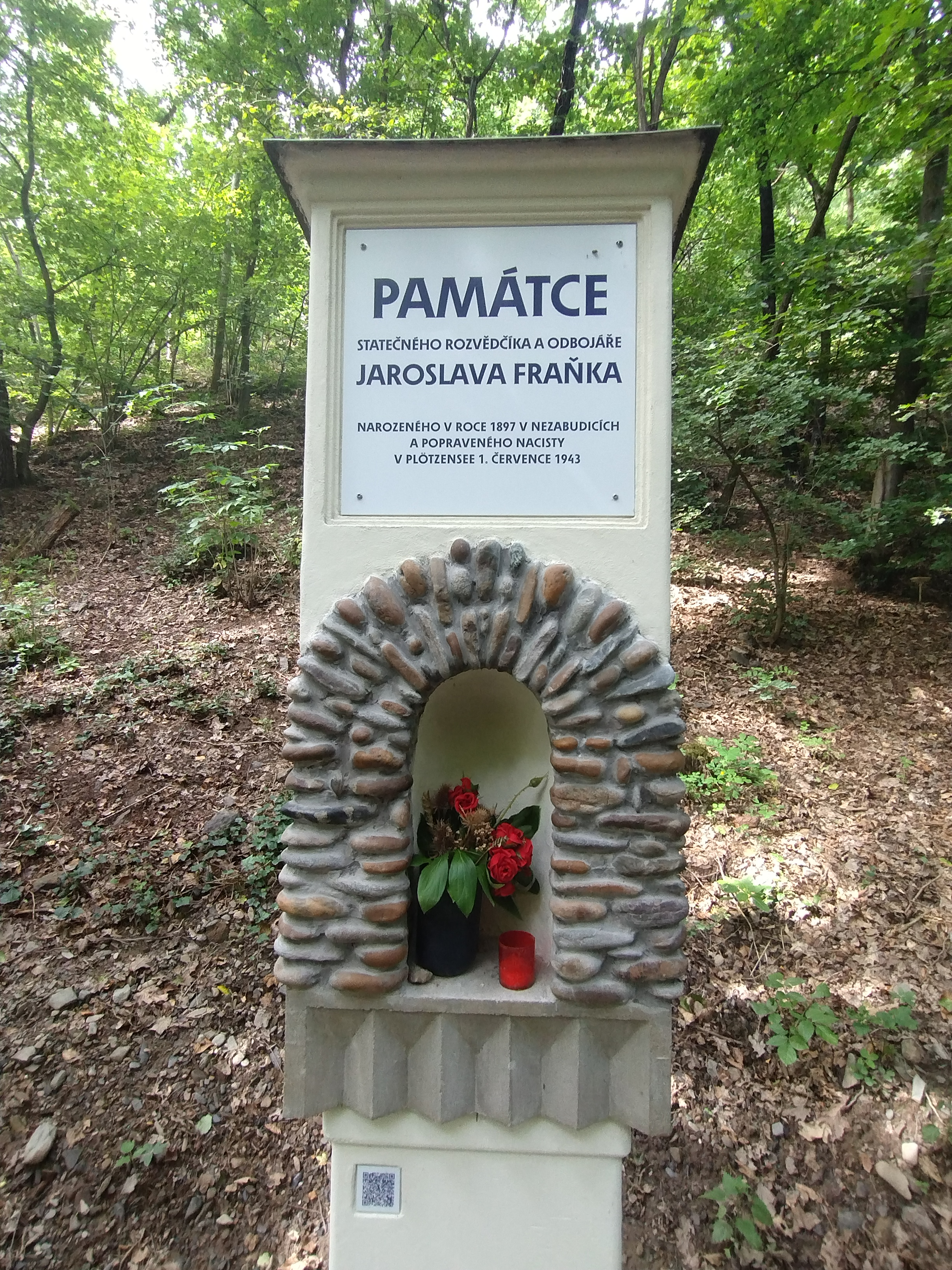
Detail kapličky Jaroslava Fraňka
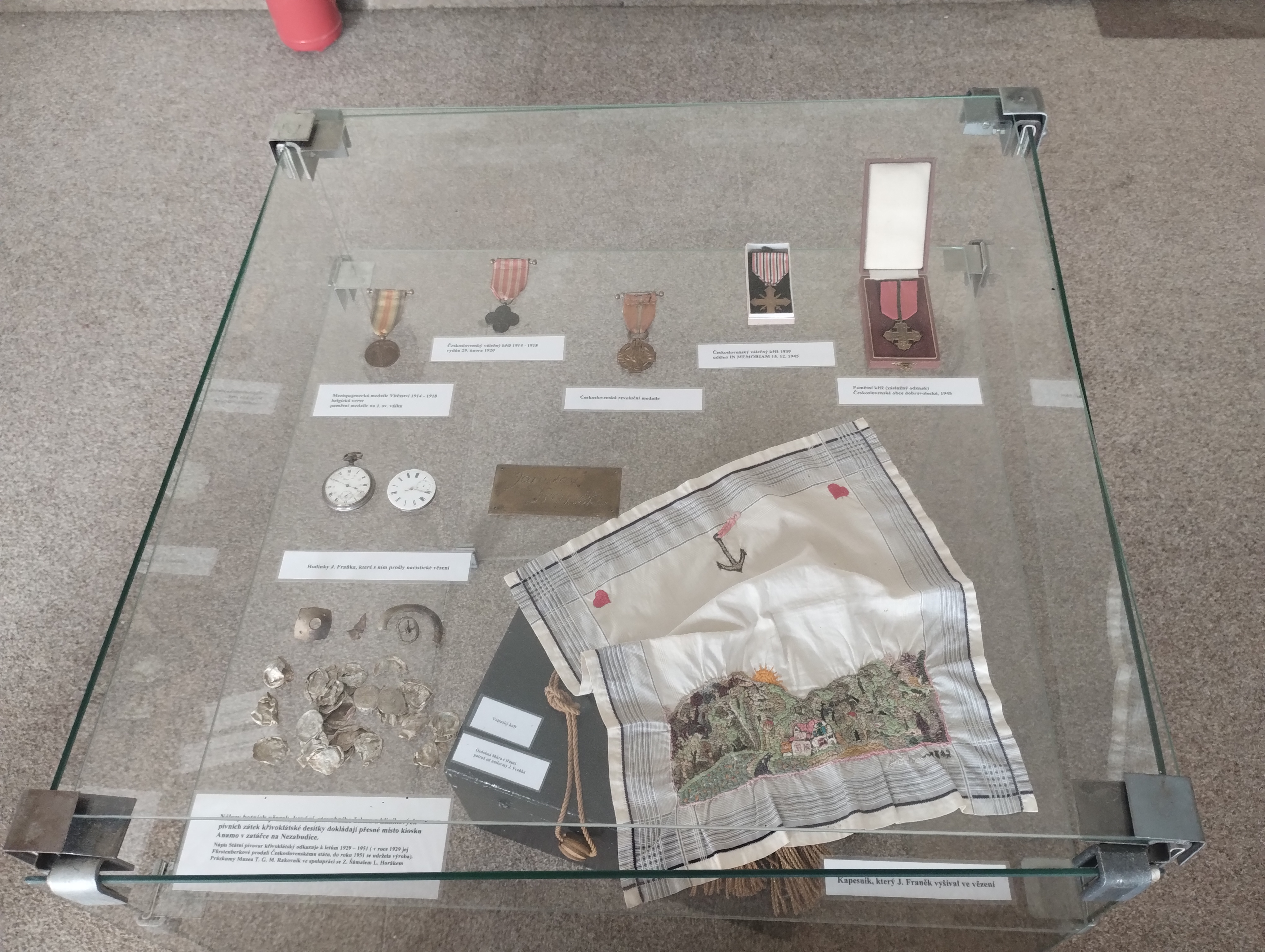
Vystavené exponáty z pozůstalosti v pamětní síni Jaroslava Fraňka, včetně vyšívaného kapesníku
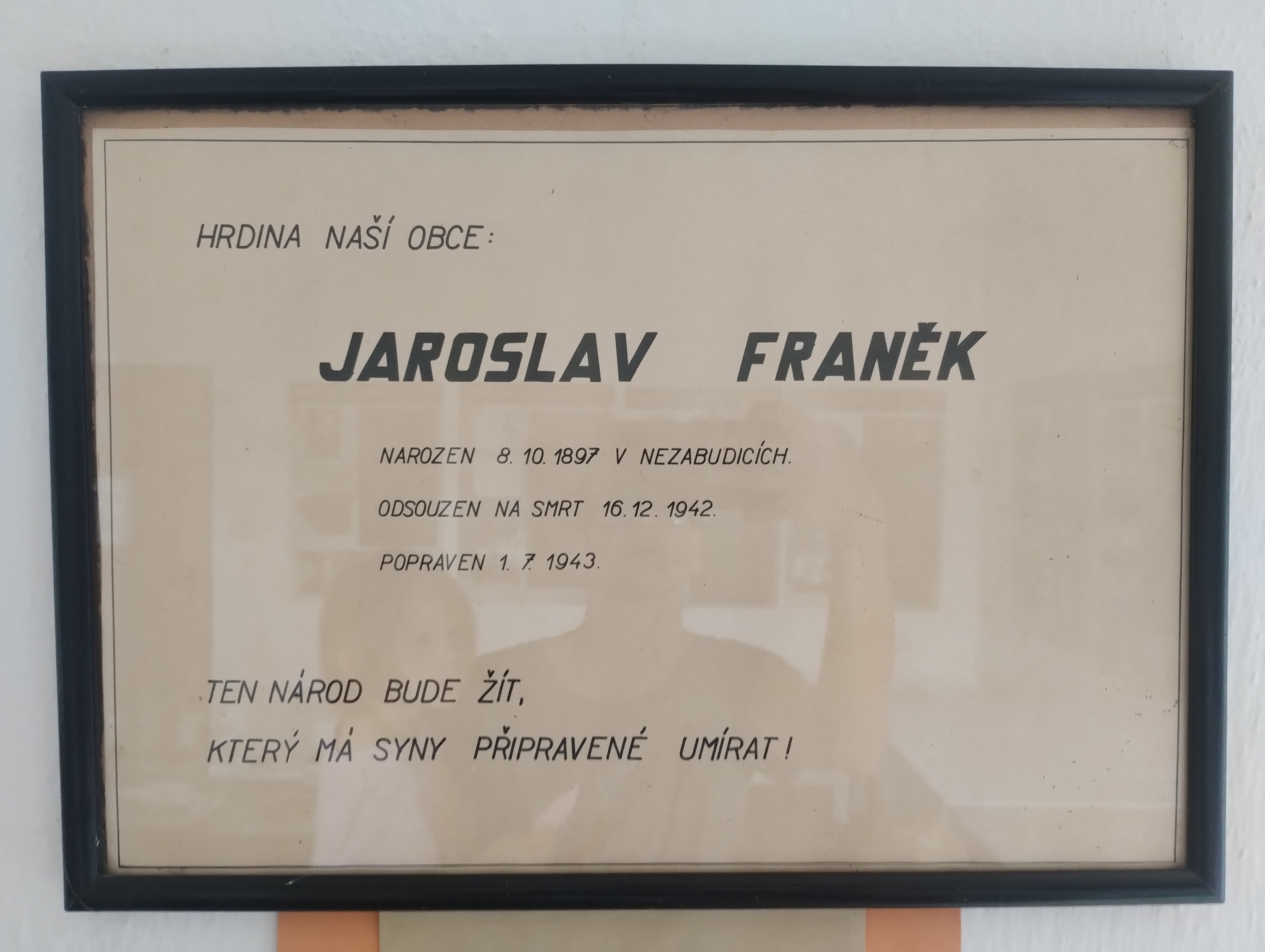
Součást expozice pamětní síně Jaroslava Fraňka
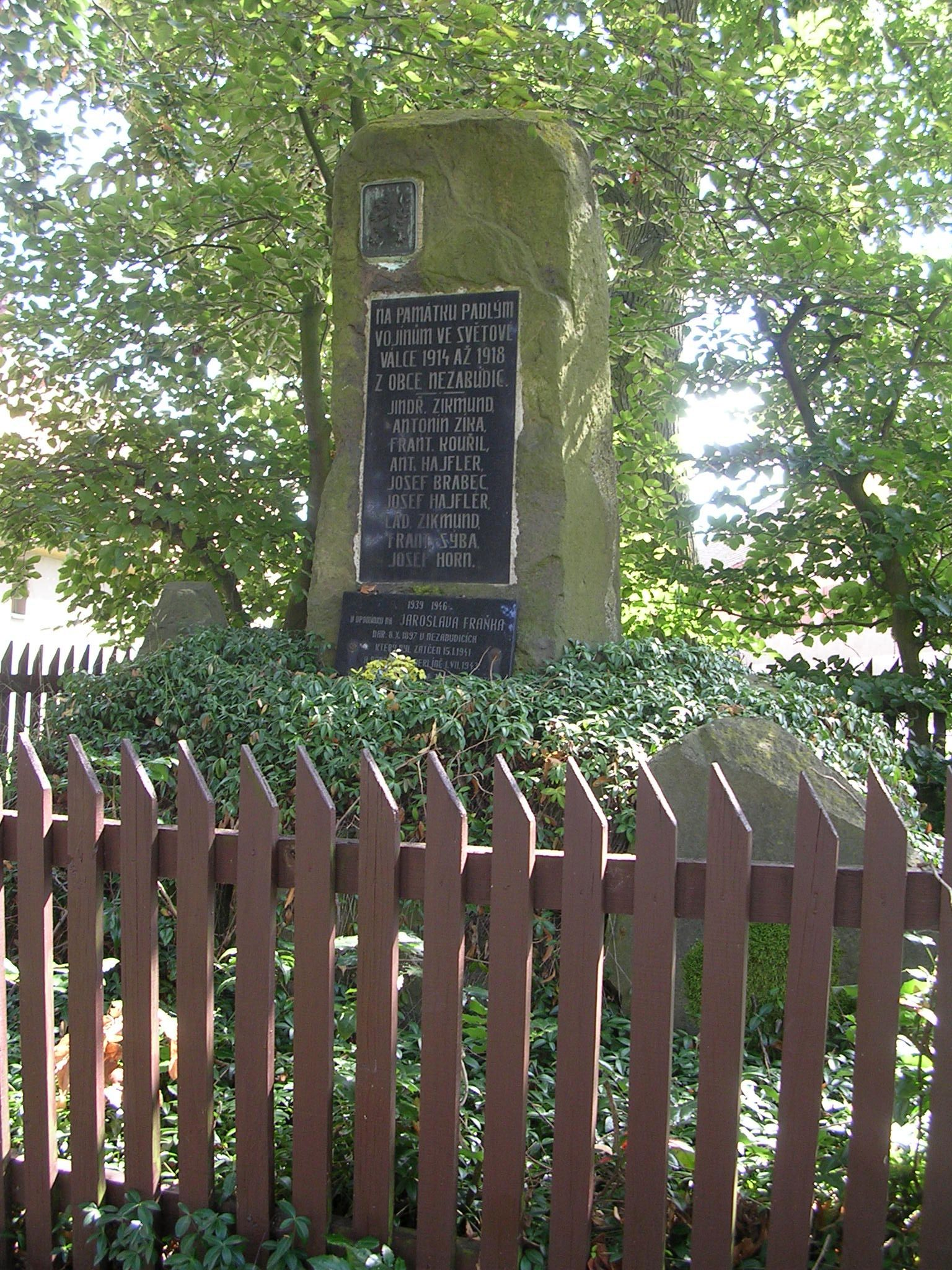
Pomník obětem světových válek v Nezabudicích se jménem Jaroslava Fraňka

## Jaroslav Franěk v kultuře
Postava rozvědčíka Jaroslava Fraňka se objevuje v dílech Oty Pavla. Díky pobytu Jaroslava Fraňka v Saigonu vznikla legenda, že bojoval v Indočíně, kterou do svých děl převzal i Ota Pavel. Ve filmu Zlatí úhoři jeho postavu ztvárnil Radoslav Brzobohatý, ve filmu Smrt krásných srnců Alois Švehlík.